# 彰工發電廠
彰工發電廠為一座位於台湾彰化縣彰濱工業區內，已取消興建的火力發電廠，該發電廠由台灣電力公司所規畫興建，後續因環境影響評估退回，加上環保抗爭等因素而撤案，而該電廠預定地爾後轉型再生能源發電，改為彰濱太陽光電場。

## 沿革

### 背景
台灣電力公司進行長期電源開發規劃中，考量北部核能發電廠將逐步退役，加上龍門核能發電廠停建封存等因素下，除推動既有火力發電廠林口、通霄，及大林發電廠等更新改建計畫外，因考量北部可新建發電廠廠址少且取得不易，因此另擇定彰化縣彰濱工業區新建彰工發電廠，該計畫於2003年10月由台電公司陳報經濟部通過，並於隔年2月陳報行政院審查，而彰化縣政府則自台電提出計畫後即表達反對開發的立場。
彰工火力發電計畫經台電公司送交環境影響評估後，於2004年8月召開第一次環評審查會議，歷經4次小組會議結論進入第二階段環境影響評估，後因2007年4月12日二階環評的專案小組第一次會議中，審查委員提出該電廠主要為供應彰濱工業區終期用電需求而興建，但彰濱工業區已開發完成十年之久，駐廠率卻始終低迷，加上二氧化碳排放增加、距離台中發電廠僅15公里遠、計畫場址鄰近臺灣小燕鷗、中華白海豚棲息地等因素，因此當時決議應不予開發，而使得台電公司決議展緩辦理。2008年8月再度因電力供需失衡問題，台電公司重啟彰工火力發電計畫。

### 計畫

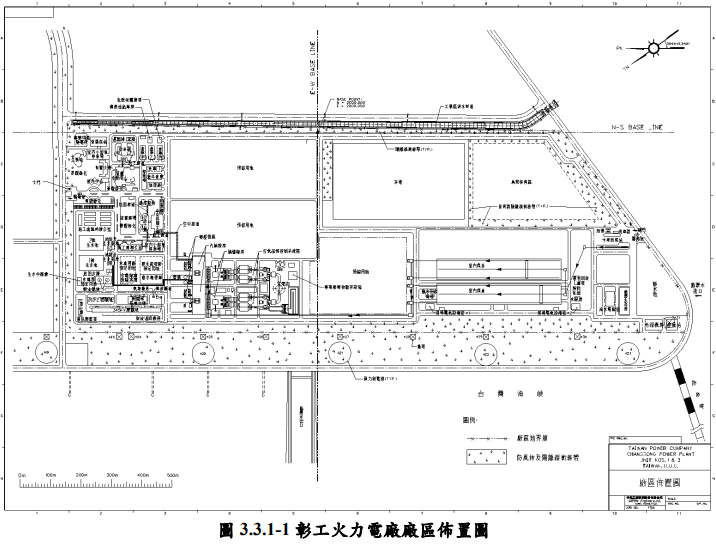
彰工火力發電計畫廠區佈置圖。

彰工火力發電計畫中預定於彰濱工業區崙尾西二區152公頃的土地上，新建兩部800MW的超超臨界燃煤火力發電機組，所生產的電力透過345kV超高壓輸電線引接至鄰近的彰林超高壓變電所與彰濱超高壓變電所，燃料運輸則由鄰近北邊的台中發電廠以陸運方式輸送至彰工發電廠室內煤倉儲存。並且彰工發電廠另有保留用地以做為未來擴建機組使用，該計畫台電公司以環境影響評估審查通過，政府審查通過為準估算，耗時約5年工期，預計在2023年7月完成第一部機商轉、2024年7月完成第二部機商轉。
台電公司重新提出彰工火力發電計畫後，提送環保署環境影響評估審查，2010年8月第5次專案小組會議中，因燃煤火力發電所造成之空氣汙染問題，特別受到重視，因此當時要求台電公司彰工發電廠的空屋排放量須符合經濟部工業局的彰濱工業區開發計畫空污總量管制規劃，因此要求台電補足資料後再審。
2012年8月台灣電力公司董事會決議，因彰工火力發電計畫於環評階段延宕，因此決議向主關機關經濟部申請彰工火力計畫延緩四年辦理，並評估改為天然氣火力發電的可行性。

### 取消
2015年12月台電公司補正資料後重新提送環評審查，2016年1月彰工火力計畫環評審查召開第6次專案小組會議，面對彰工發電廠預定地周邊鄉鎮居民、彰化縣政府，以及環保團體強烈反對開發的聲浪下，將該計畫退回經濟部要求重新評估彰工火力發電計畫的必要性。2016年4月21日的「環境影響評估審查委員會第295次會議」中，審查委員認為該案在7年前提出，送審資料中已有多項數據不符合時空背景，要求台電公司補件後再審，而台電公司方面也認為該案的各項數據均已完整而未提送補件資料，因此環評審查最終決議退回，並要求主管機關的經濟部退回該案。
面對多方的反對聲浪，加上環評審查遭退回的情況下，台電公司表示，該案已不再補件審查，並也不再規畫新建燃煤發電廠，因此形同宣告彰工火力發電計畫胎死腹中，經過11年共15次審查會議，終決定彰工火力發電計畫停止。

### 轉型

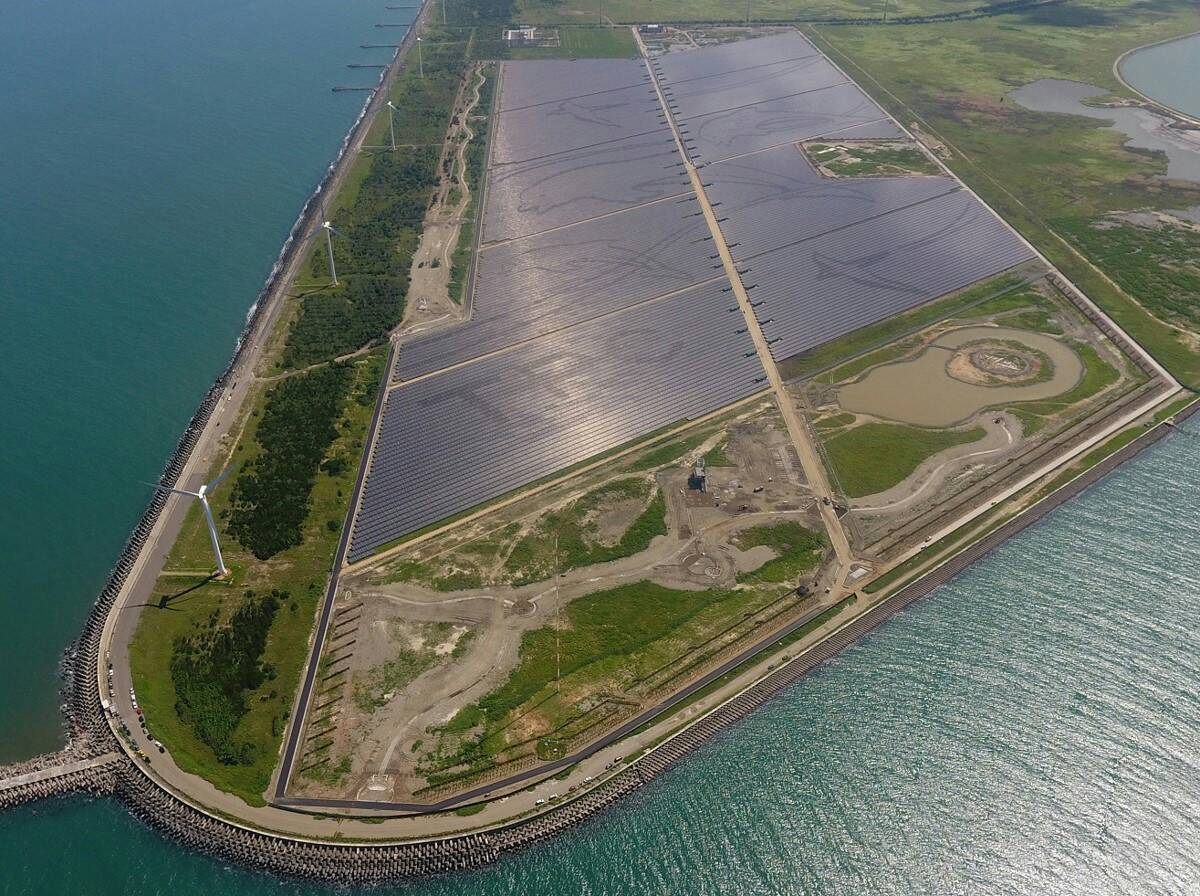
彰化彰濱太陽光電場。

因應政府能源轉型與再生能源發展規劃，台電公司決定利用彰工發電廠計畫取消後152公頃的土地，投資新臺幣58億元，利用其中140公頃設置大規模太陽光電板，彰濱光電計畫改由台電公司再生能源處推動，在2019年10月9日完工啟用，成為當時臺灣裝置容量最大的地面式太陽光電場，直到2020年9月由台南鹽田太陽光電場超越。

## 設施

### 發電機組
| 名稱   | 鍋爐類型 | 汽輪發電機類型 | 機組數量 | 發電燃料 | 裝置容量（MW） | 商轉日期  | 狀態   |
| ------ | -------- | -------------- | -------- | -------- | -------------- | --------- | ------ |
| 一號機 |          |                | 1        | 燃煤     | 800MW          | 2023年7月 | 已取消 |
| 二號機 |          |                | 1        | 燃煤     | 800MW          | 2024年7月 | 已取消 |